# Sculptură populară (Mileștii Mici)
Sculptură populară este un ansamblu de sculpturi vernaculare amplasat în Mileștii Mici, raionul Ialoveni, Republica Moldova. Este un monument de artă de importanță națională inclus în Registrul monumentelor Republicii Moldova ocrotite de stat cu nr. 741 (raionul Ialoveni).